# Евергрін (Міссурі)
Евергрін (англ. Evergreen) — селище (англ. village) в США, в окрузі Лаклід штату Міссурі. Населення — 20 осіб (2020).

## Географія
Евергрін розташований за координатами 37°33′7″ пн. ш. 92°35′49″ зх. д. / 37.55194° пн. ш. 92.59694° зх. д. (37.551951, -92.597081).  За даними Бюро перепису населення США в 2010 році селище мало площу 26,43 км², з яких 26,18 км² — суходіл та 0,25 км² — водойми.

## Демографія
Згідно з переписом 2010 року, у селищі мешкало 28 осіб у 10 домогосподарствах у складі 8 родин. Густота населення становила 1 особа/км².  Було 13 помешкання (0/км²).
Расовий склад населення:
| - 92,9 % — білих - 3,6 % — чорних або афроамериканців |

До двох чи більше рас належало 3,6 %. Частка іспаномовних становила 0,0 % від усіх жителів.
За віковим діапазоном населення розподілялося таким чином: 21,4 % — особи молодші 18 років, 75,0 % — особи у віці 18—64 років, 3,6 % — особи у віці 65 років та старші. Медіана віку мешканця становила 38,5 року. На 100 осіб жіночої статі у селищі припадало 180,0 чоловіків;  на 100 жінок у віці від 18 років та старших — 144,4 чоловіків також старших 18 років.
За межею бідності перебувало 22,9 % осіб, у тому числі 66,7 % дітей у віці до 18 років та 0,0 % осіб у віці 65 років та старших.
Цивільне працевлаштоване населення становило 25 осіб. Основні галузі зайнятості: роздрібна торгівля — 20,0 %, освіта, охорона здоров'я та соціальна допомога — 16,0 %, сільське господарство, лісництво, риболовля — 16,0 %.